# Paukaa
Paukaa é uma Região censo-designada localizada no estado americano de Havaí, no Condado de Havaí.

## Demografia
Segundo o censo americano de 2000, a sua população era de 495 habitantes.

## Geografia
De acordo com o United States Census Bureau tem uma área de
1,2 km², dos quais 1,1 km² cobertos por terra e 0,1 km² cobertos por água.

## Localidades na vizinhança
O diagrama seguinte representa as localidades num raio de 20 km ao redor de Paukaa.